# Arquitectura de los Emiratos Árabes Unidos

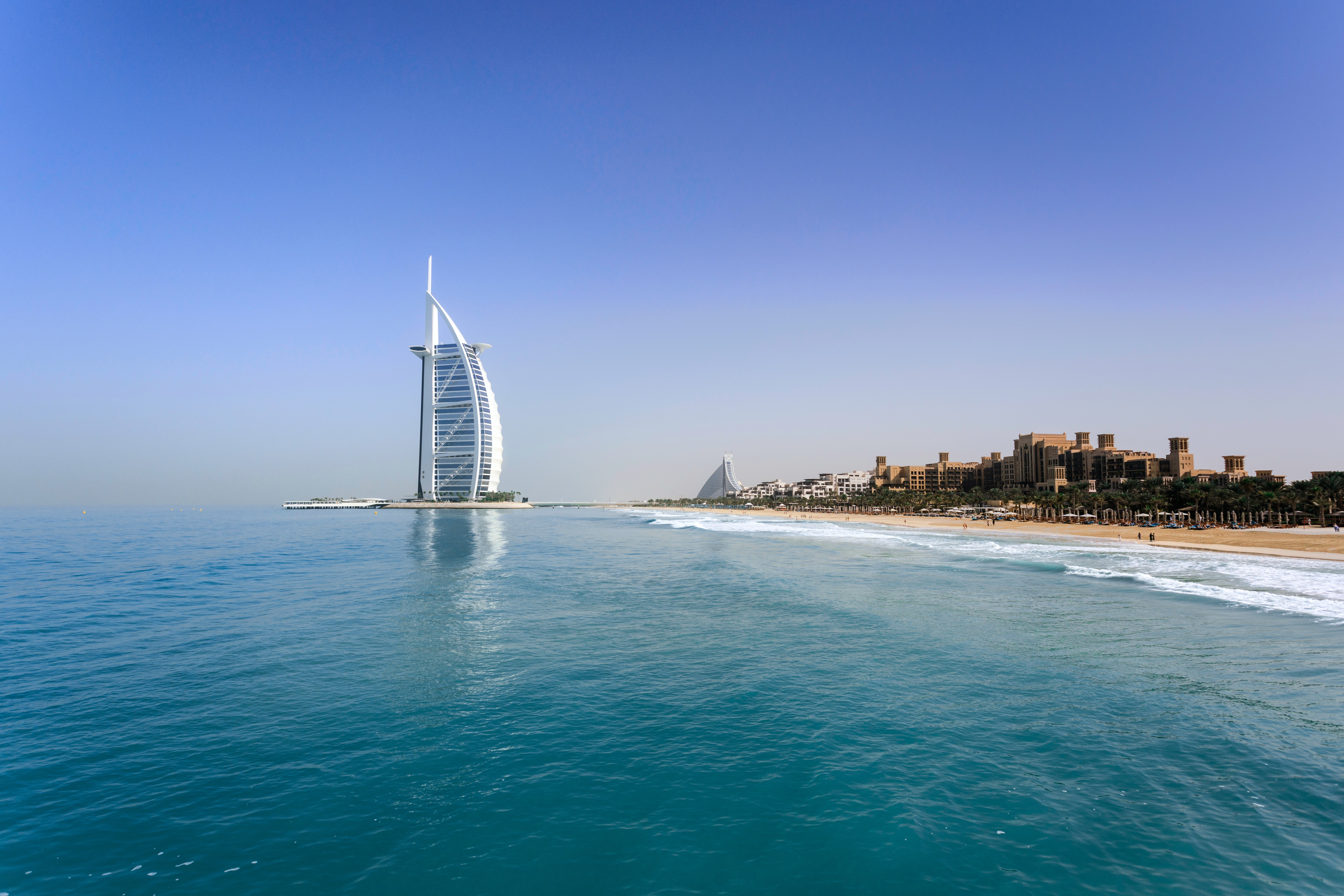
El Burj Al Arab, uno de los edificios más icónicos de Dubái.

La arquitectura de los Emiratos Árabes Unidos ha experimentado una extensa transformación desde las últimas décadas del siglo XX, partiendo de un conjunto de pueblos de pescadores y llegando a ser un centro comercial mundial. Entre las décadas de 1960 y 1970, la arquitectura en el país siguió con las tipologías tradicional, con callejones estrechos y casas con torres de viento todavía en uso, reflejo de una fuerte herencia beduina. Del mismo modo, los estilos emiratíes presentan características propias de la cultura islámica, árabe y persa.
A principios de la década de 1970, el entonces gobernante de Dubái, el jeque Rashid bin Saeed Al Maktoum, contrató al arquitecto británico John R. Harris para crear la arquitectura contemporánea por la que se conocen las principales ciudades de los Emiratos Árabes Unidos. La introducción de paredes acristaladas representó el comienzo de un movimiento ampliamente utilizado en el diseño de casi todas las fachadas de edificios comerciales y de gran altura en el golfo Pérsico.

## Influencias tradicionales
Si bien los asentamientos humanos en la región se remontan a la Edad de Piedra (6000–3200 a. C), no fue hasta la Edad del Bronce (3200–1300 a. C) que comenzaron a formarse asentamientos más grandes. Dichas poblaciones se desarrollaron en oasis interiores y zonas costeras, habitadas por agricultores, pastores de animales y pescadores. El primer gran asentamiento registrado fue la ciudad de Al Ain, a través del cual los habitantes exportaban productos agrícolas por medio del puerto de Umm Al Nar, ubicado frente a la isla de Abu Dabi.

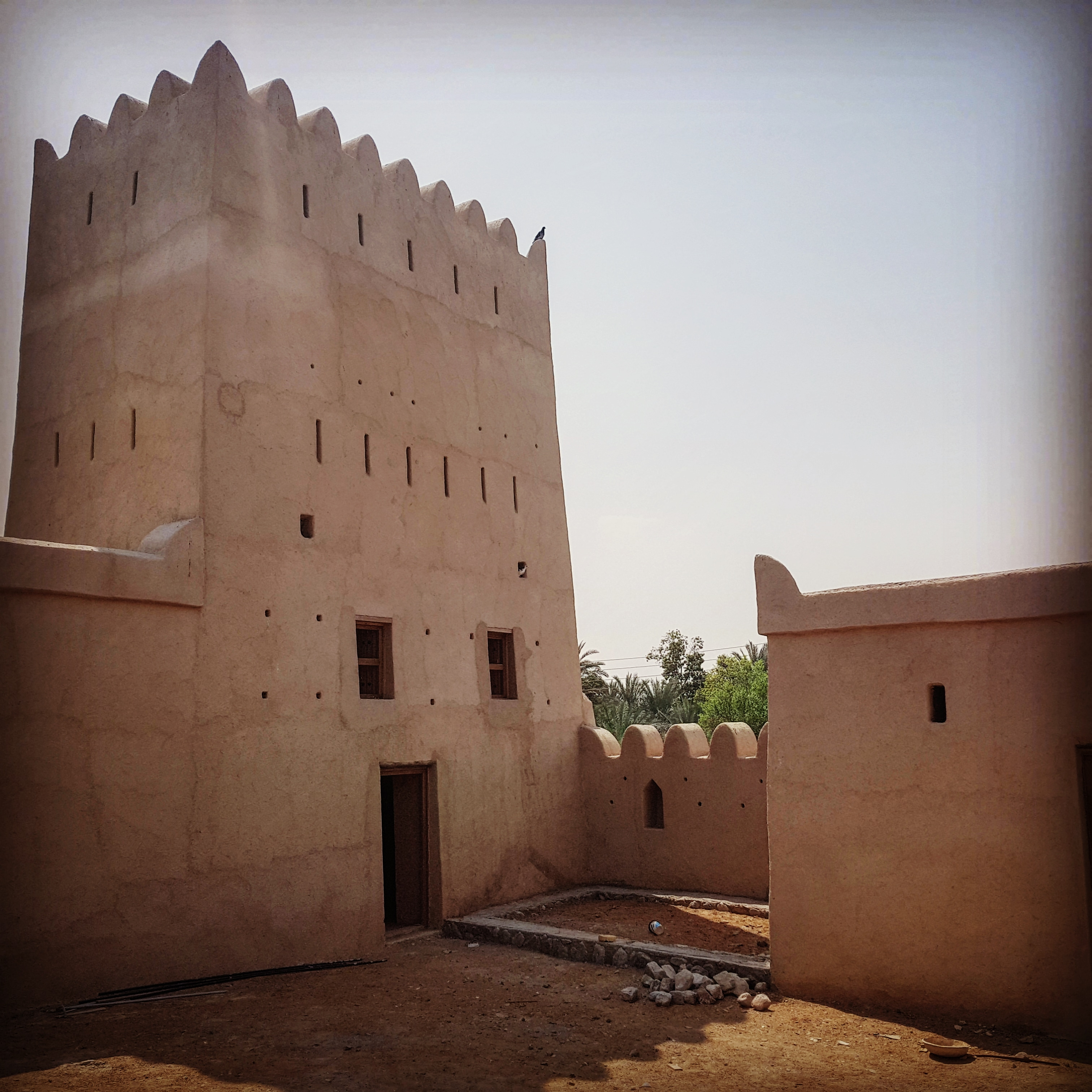
El fuerte Habhab, en el emirato de Fuyaira, constituye un ejemplo de edificio poco ornamentado y centrado en la funcionalidad.

Un sistema de riego conocido como qanat, que surgió en la Edad del Hierro (1300-300 a. C), proporcionó un suministro de agua relativamente constante durante todo el año al aprovechar los suministros de agua subterránea, lo que provocó un cambio en los patrones de asentamiento, ya que los grupos seguirían la ruta de la fuente de agua. Hasta mediados del siglo XX (que marcó el comienzo de la atención occidental a la zona), la mayoría de los edificios se dividían en cinco categorías: edificios religiosos, residenciales, de mercado, públicos y defensivos. Las estructuras construidas hasta entonces se mantuvieron dentro de los estilos tradicionales. A diferencia de otras tipologías de arquitectura islámica y persa, hay poca ornamentación en la arquitectura tradicional de los Emiratos Árabes Unidos. Solo un pequeño número de mezquitas ofrecen algún tipo de ornamentación, lo que refleja la falta de recursos disponibles y la dependencia general de estructuras simples pero efectivas.

### Pueblo beduino

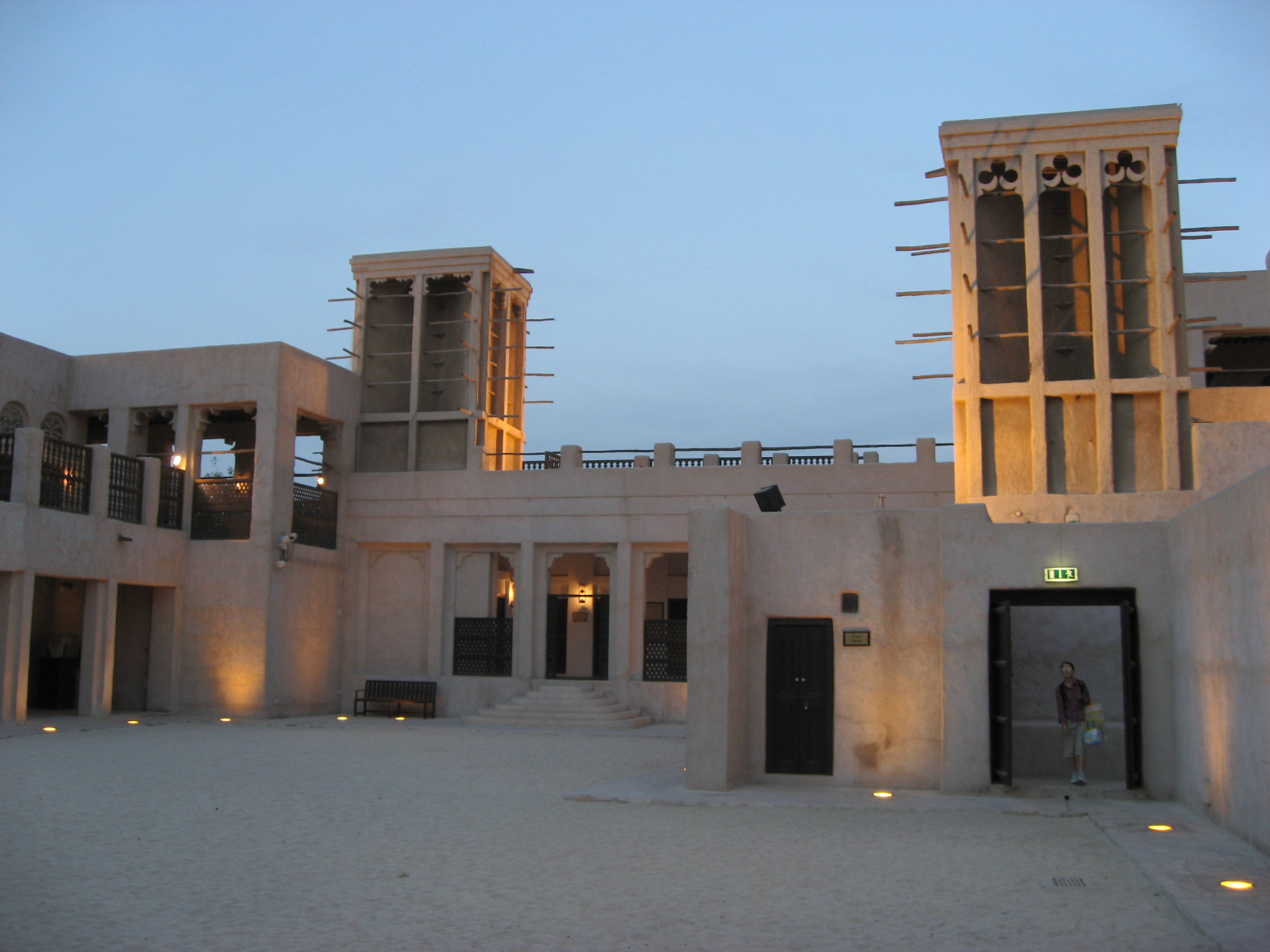
La residencia de Saeed Al Maktoum, un ejemplo de captador de viento.

La arquitectura tradicional de los Emiratos Árabes Unidos estuvo fuertemente influenciada por el paisaje desértico, la cultura, el estilo de vida y los materiales de construcción disponibles. Los beduinos, una tribu árabe nómada que tradicionalmente vive en el desierto, usaban refugios de hojas de palmera, conocidos como arish en los meses de verano. Los marcos para este tipo de viviendas a menudo se hacían con postes de manglares, importados de África Oriental. En los meses más fríos, se empleaban refugios de piel de animales; la tienda beduina era una estructura útil y adaptable, a menudo hecha de lana de oveja, pelo de camello o de cabra por las mujeres de la tribu. Tales refugios se llamaron Bait al Sha'ar, que significa «casa del cabello».
La naturaleza nómada de la tribu beduina exigió la necesidad de materiales desechables ligeros que se pudieran encontrar a lo largo de las líneas costeras. En contraste, las casas permanentes tierra adentro se construyeron con una mezcla de barro formada en ladrillos, reforzada con piedras unidas con un agregado de arcilla roja y estiércol. El contexto geográfico de una tribu o grupo determinaba el tipo de materiales que se utilizaron en la construcción de edificios, lo que significa que la mayoría de las estructuras estaban hechas de materiales extraídos del entorno circundante. Estos iban desde coral, barro y piedra hasta hojas de palma y pelo de animales. El duro clima de los Emiratos Árabes Unidos creó la necesidad de ventilación debido a los períodos de alta temperatura durante gran parte del año. Esto resultó en la introducción de torres de viento iraníes, conocidas como barjeels; estos ejes verticales permiten un flujo descendente de aire frío y una distribución de agua disponible en la parte inferior de la estructura, lo que permite enfriar la temperatura interior del edificio.

## Evolución tras la globalización

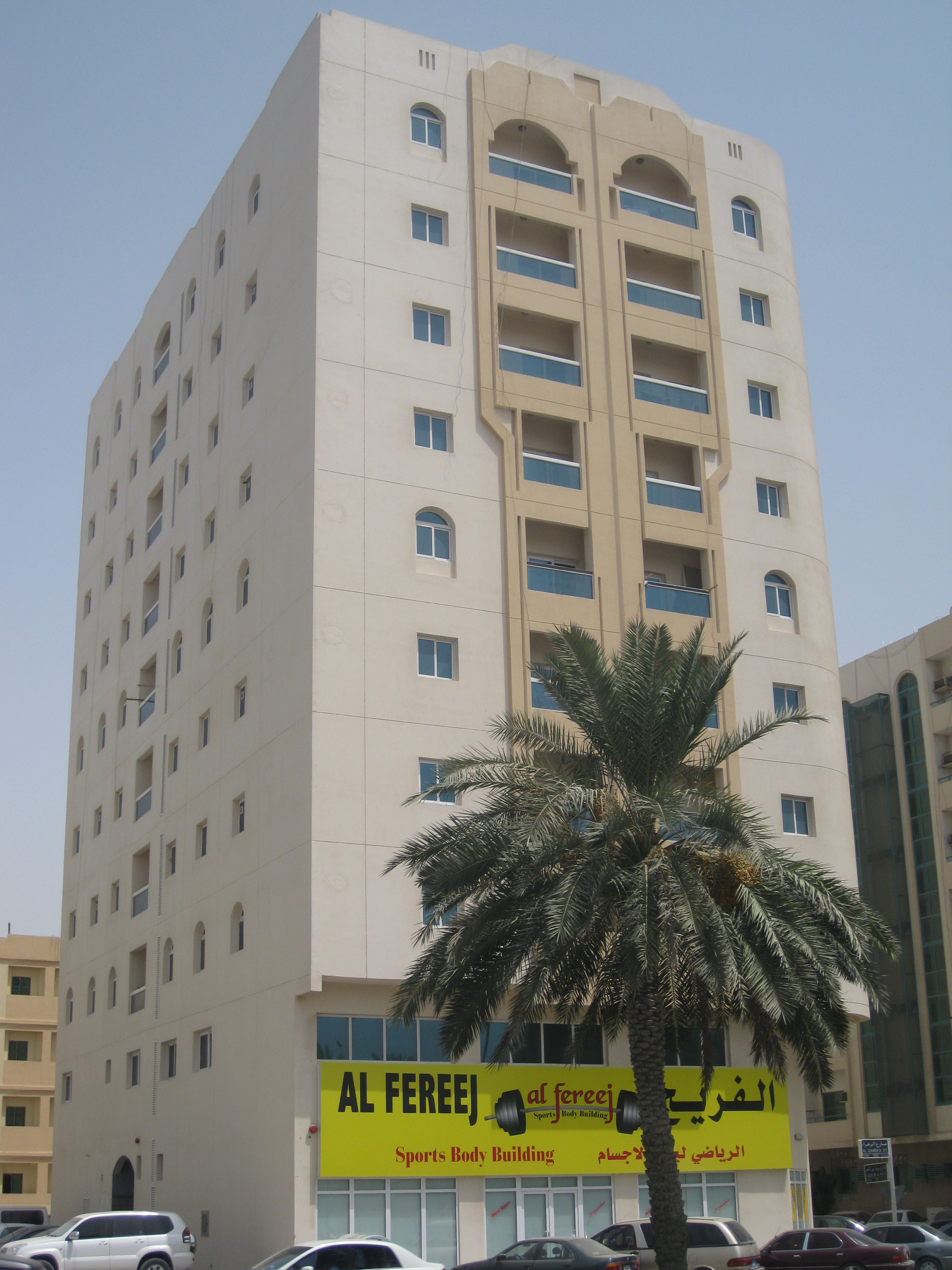
Un edificio residencial en Sharjah, que presenta el típico hormigón armado blanco y un estilo con influencias de la arquitectura tradicional.

El inicio de la era de la globalización en la década de 1980 vio a los Emiratos Árabes Unidos convertirse en uno de los países más desarrollados de la región del Golfo Pérsico. El país experimentó un importante impulso económico al transformarse en una economía basada en productos básicos, con exportaciones de petróleo y gas natural que representaron el 40 % del total y el 38 % del PIB. En las dos últimas décadas, se han realizado importantes esfuerzos para diversificar la economía y reducir la dependencia de los ingresos del petróleo, con grandes inversiones en los sectores del turismo, financiero y de la construcción.
De este modo, desde la década de 1960 la modernización de la región se vio fundamentada en la necesidad de mayor infraestructura para la nueva mano de obra y en el deseo de adquirir un nivel de vida contemporáneo por parte de los habitantes locales. De esta manera, con la globalización se introdujo el hormigón armado y la arquitectura moderna, que para abordar las necesidades del país adoptó un estilo inspirado en las tipologías tradicionales. Los viejos núcleos urbanos de Dubái y Sharjah, que presentan apartamentos de media altura, bancos, complejos de oficinas y distritos comerciales, sirven como evidencia de este desarrollo durante las décadas de 1970 y 1980.

## Principales ciudades

### Dubái
La planificación inicial después de la expansión de Dubái como ciudad global prestó poca atención a la arquitectura islámica tradicional y no se consideraron las preocupaciones por el medio ambiente. A fines de la década de 1980 y principios de la de 1990, las torres acristaladas se hicieron prominentes en la ciudad, las cuales requerían de grandes cantidades de electricidad para mantenerse frescas. A principios del siglo XXI, los constructores y arquitectos han tomado en consideración tanto la herencia árabe como de las preocupaciones ambientales, lo que ha llevado a un desarrollo supervisado por los gobernantes locales desde principios de siglo.
El Burj Khalifa fue inaugurado en enero de 2010, presentado como la estructura independiente más alta del mundo con 829,8 m. La estructura alberga varias instalaciones mixtas, que incluyen tiendas comerciales, oficinas, lugares de entretenimiento y sectores residenciales. Al diseñar el edificio, el arquitecto principal Adrian Smith adoptó elementos de la arquitectura islámica tradicional, que utiliza espirales ascendentes escalonadas.
El Burj Al Arab (traducido como «torre árabe») fue diseñado por el arquitecto Tom Wright para parecerse a un yate de clase J. La estructura está fundamentada en un marco de acero exterior envuelto alrededor de una torre de hormigón, con fibra de vidrio revestida de teflón blanco formando la «vela». El edificio se encuentra en una isla artificial a 280 m de la playa de Jumeirah.

### Abu Dabi
En 1967, la arquitectura de Abu Dabi fue planificada bajo la dirección de Zayed bin Sultán Al Nahayan por el arquitecto japonés Katsuhiko Takahashi. En áreas de elevada densidad de población, hay una gran cantidad de edificios de altura media y alta. Entre los rascacielos notables de la ciudad se puede mencionar a las Etihad Towers, la sede del Banco Nacional de Abu Dabi, la Abu Dhabi Investment Authority Tower, la sede de Aldar y el Hotel Emirates Palace, en gran medida influenciados por su herencia árabe.
En contraste con los rascacielos modernizados de la ciudad, la mezquita Sheikh Zayed destaca como uno de los sitios más preciados de la sociedad contemporánea de los Emiratos Árabes Unidos. Su diseño y construcción se inició en noviembre de 1996, empleando artesanos y materiales de varios países, incluidos Alemania, Italia, Turquía, Irán, Marruecos, Pakistán, los Emiratos Árabes Unidos, Grecia, Nueva Zelanda y China. La mezquita está hecha de materiales como mármol, piedra, oro, cerámica y cristales, todos elegidos por sus cualidades duraderas. Como tal, la estructura se ve influenciada por la arquitectura moderna y las facetas del diseño árabe tradicional.